# Harry Egerton Wimperis
Harry Egerton Wimperis (* 27. August 1876 in London; † 16. Juli 1960 in Edinburgh, Schottland) war ein englischer Wissenschaftler und Erfinder.
Er erfand den Wimperis Beschleunigungssensor, die Gyroturn-Anzeige und ein Bombenvisier für Flugzeuge.
Zwischen 1915 und 1925 diente er als Experimental-Offizier im Royal Navy Air Service, in der Royal Air Force und den Air Ministry Laboratories. 1925 wurde er Direktor der wissenschaftlichen Forschung am Luftfahrtministerium.
1938 wurde er Aeronautischer Berater am Council for Scientific and Industrial Research (Rat für wissenschaftliche und industrielle Forschung) des Commonwealth of Australia.
1936 bis 1938 war er Präsident der Royal Aeronautical Society und 1939 der Engineering Section der British Association. Von 1946 bis 1950 war er Mitglied Atomic Energy Study Group im Chatham House. Mit seiner Frau Grace d’Avray, eine Tochter von Sir George Parkin, hatte er drei Töchter.

## Veröffentlichungen
- Physics in industry
- The Principles of the Application of Power to Road Transport. 1927
- The internal combustion engine
- Aviation. 1909
- Defeating the bomber. 1945
- A primer of the internal combustion engine. 1941
- The principles of the application of power to road transport. 1944
- World power and atomic energy. 1913
- A primer of air navigation. 1946

## Belege
1. ↑  Harry Egerton Wimperis in: Our Maritime Ties
2. ↑  Harry Egerton Wimperis (Memento vom 2. Januar 2015 im Internet Archive) in: Smithsonian, National Museum of American History

| Personendaten    | Personendaten                           |
| ---------------- | --------------------------------------- |
| NAME             | Wimperis, Harry Egerton                 |
| KURZBESCHREIBUNG | englischer Wissenschaftler und Erfinder |
| GEBURTSDATUM     | 27. August 1876                         |
| GEBURTSORT       | London                                  |
| STERBEDATUM      | 16. Juli 1960                           |
| STERBEORT        | Edinburgh                               |